# سون لایمیائو
سون لایمیائو (انگلیسی: Sun Laimiao؛ زادهٔ ۸ آوریل ۱۹۸۱) بازیکن زن هندبال اهل چین بود. وی در بازی‌های المپیک تابستانی ۲۰۰۴ و ۲۰۰۸ شرکت کرده‌است.